# Kalervo Kurkiala
Kalervo Kurkiala (ur. 16 listopada 1894, zm. 26 grudnia 1966 w Szwecji) – fiński wojskowy (major), pastor protestancki, oficer łącznikowy w Ochotniczym Fińskim Batalionie Waffen-SS podczas II wojny światowej.
Podczas I wojny światowej przebywał w Niemczech. Wstąpił ochotniczo do pruskiego Jäger-Battalion 27. Tam ożenił się z Niemką. Po zakończeniu wojny powrócił do Finlandii, gdzie został proboszczem protestanckim w wiejskim regionie Hattula. Następnie wstąpił do armii fińskiej, dochodząc do stopnia majora w oddziałach jäger (strzelców). Po utworzeniu w poł. 1941 r. w Niemczech fińskiej jednostki wojskowej SS Freiwilligen-Battalion „Nordost” (przemianowanego na Finnisches Freiwilligen-Bataillon der Waffen-SS) i skierowaniu go w styczniu 1942 r. na front wschodni, Kalervo Kurkiala został do niego przydzielony jako fiński oficer łącznikowy w stopniu SS-Sturmbannführera. Służył w dowództwie 5 Dywizji Pancernej SS „Wiking”, w skład której wchodził fiński batalion Waffen-SS. Rozwiązywał problemy zaistniałe pomiędzy Finami i Niemcami. Dbał też o kontakty żołnierzy z ojczyzną. W ciągu 1942 r. awansował do stopnia SS-Obersturmbannführera. Po rozwiązaniu fińskiej jednostki w lipcu 1943 r., zamieszkał w Niemczech. Krótko przed zakończeniem wojny wyjechał do Szwecji, gdzie żył aż do śmierci w 1966 r.